# Machine de traçage par coulage
Parmi les techniques de traçage des marquages routiers, la machine de traçage par coulage est utilisée principalement pour l’application des enduits à chaud.

## Composition de la machine
Un chauffage préalable, entre 150° et 180 °C, des thermoplastiques dans des malaxeurs fondoirs doit être réalisé à bord de remorques ou de camions accompagnateurs de chantier. Ensuite, le produit peut être appliqué sur la chaussée au moyen de trois techniques : Coulée, Projetée, Extrudée (appelée aussi rideau).

## Technique coulée
Le thermoplastique est versé dans une boîte d'application appelée sabot et qui détermine la largeur du marquage. La température initiale du produit est maintenue à l'aide de petits brûleurs, et le produit est répandu sur la chaussée par gravité à travers un orifice que l'on ouvre ou ferme en fonction de l'emplacement et de la longueur des marquages.